# Enrique Santiago Fernández
Enrique Santiago Fernández (Rosario, 21 marzo 1944 – 12 novembre 2003) è stato un calciatore argentino, di ruolo centrocampista.

## Caratteristiche tecniche
Giocava come centrocampista: giocatore polivalente, fu schierato sia su entrambe le fasce che come trequartista centrale.

## Carriera

### Club
Fernández debuttò in massima serie argentina a diciotto anni, vestendo la maglia del Rosario Central, squadra della sua città natale. Nei due tornei che disputò con il Central, 1962 e 1963, assommò 52 partite e 7 reti; fu poi acquistato dal River Plate in vista del campionato 1964. In tale competizione scese in campo, peraltro, nel Superclásico del 29 novembre che diede la vittoria finale al Boca Juniors, venendo schierato come interno sinistro. Nel prosieguo della sua militanza nel River trovò poco spazio, raccogliendo 24 partite in cinque stagioni dal 1964 al 1968; si trasferì poi in Colombia, dove giocò per il Millonarios di Bogotà nel 1968. L'anno seguente fece ritorno al River Plate, ma ci rimase solo per un'annata, scegliendo, nel 1970, di far ritorno in Colombia, disputando due campionati con il Deportivo Cali, vincendo il torneo nel 1970. Si ritirò poi nel 1971, dopo 17 presenze in massima serie colombiana.

### Nazionale
Con la propria selezione nazionale raccolse 8 presenze nel 1963. Debuttò il 20 marzo, durante l'incontro tra Argentina e Ecuador a Cochabamba, valido per il Campeonato Sudamericano de Football 1963. In quell'incontro giocò tutti i 90 minuti, schierato nel ruolo di interno sinistro. Nella medesima competizione raccolse altre presenze, contro Brasile (24 marzo), Bolivia (28 marzo) e Paraguay (31 marzo), sempre giocando nella stessa posizione. Una volta conclusosi il Sudamericano, Fernández tornò a far parte della Nazionale il 13 aprile 1963, in occasione della partita di Copa Roca contro il Brasile; sempre nell'ambito dello stesso torneo scese in campo anche il 16 aprile. Convocato per la Copa Rosa Chevallier, giocò nella doppia sfida con il Paraguay il 15 e il 29 ottobre.

## Palmarès
- Campionato colombiano: 1

Deportivo Cali: 1970